# 庄站
庄站（日语：／ Sho eki */?）是位於石川縣加賀市庄町，北陸鐵道山代線（加南線）的鐵路車站（廢站）。

## 歷史
- 1915年（大正4年）5月1日：溫泉電軌車站啟用[1]。
- 1943年（昭和18年）10月13日：在合併後成為北陸鐵道動橋線車站。
- 1963年（昭和38年）7月19日：動橋線改名為山代線。
- 1971年（昭和46年）7月11日：加南線全線廢除，此站也被廢除[1]。

## 車站構造
此站是無人車站，設有1面1線的單式月台。

## 現狀
車站遺址經過土地重整變為稻田。

## 相鄰車站
北陸鐵道
山代線
庄學校前－庄－新動橋

## 注腳
1. 1 2  今尾惠介《日本鐵道旅行地圖帳》6號 北信越（新潮社、2008年）p.27

## 相關項目
- 日本鐵路車站列表 Shi